# 荊門縣
荆门县，中国旧县名。
民國初年，全国废州改县，以荆门直隶州改。直属湖北省。后属襄陽道、荊宜道。1949年起属荆州专区。1961年，由江陵县划出的沙洋市并入。1970年属荆州地区。1979年，荆门县分出荆门市。1983年，荆门县并入荆门市，升为湖北省省辖市，下设东宝区、沙洋区。